# Michael Fitzalan-Howard
Lord Michael Fitzalan-Howard (22 ottobre 1916 – 2 novembre 2007) è stato un generale britannico.
È stato maresciallo del Corpo Diplomatico per 9 anni, fino al 1981, Gold Stick and Silver Stick e il colonnello delle Life Guards per 20 anni, andando in pensione nel 1999.

## Biografia
Era il figlio di Bernard Fitzalan-Howard, III barone Howard di Glossop, e di sua moglie, Mona Stapleton, XI baronessa Beaumont. Trascorse l'infanzia nella casa della famiglia di sua madre, Carlton Towers nel North Yorkshire. Studiò presso l'Ampleforth College e al Trinity College (Cambridge).

## Carriera
Intraprese la carriera militare entrando nel 3º battaglione delle Scots Guards, nel 1938.
Durante la Seconda guerra mondiale entrò a far parte della Guards Armoured Division, combattendo a Caen dopo il D-Day. Comandò uno squadrone del 3° Scots Guards e la 32ª Brigata di fanteria.
Nel 1958 venne promosso a colonnello e poi a brigadiere nel 1961. Nel 1968 raggiunse il grado di generale. Servì nella 1ª Brigata di fanteria in Palestina, poi come istruttore presso lo Staff Colleges a Haifa nel 1946 e al Camberley subito dopo. Fu trasferito alla 2ª Brigata di fanteria. Ha servito come secondo in comando del 1° Scots Guards a Suez, poi nel 4ª Brigata di fanteria. Divenne capo di stato maggiore del London District, nel 1958. Tornò in Germania per comandare il 4ª Brigata di fanteria.
Fu promosso generale di divisione nel 1964 e divenne il primo comandante delle forze di terra in Allied Command Europe Mobile Force - Land. È stato poi Capo di Stato Maggiore del Comando meridionale, con sede a Salisbury. È stato comandante maggior generale della Household Division e Comandante Generale del London District (1968-1971). È stato anche colonnello del Lancashire Regiment (1966-1970), e poi colonnello della Queen's Lancashire Regiment fino al 1978, e colonnello onorario di Cambridge OTC dal (1968-1971). Si ritirò dall'esercito nel 1971.
Dopo avere lasciato l'esercito, Fitzalan-Howard serv' come Maresciallo del Corpo Diplomatico (1972-1981). Ha servito come vice tenente per Wiltshire dal 1974, ed è stato anche presidente del Consiglio della riserva territoriale dell'Esercito e volontari.
Nel 1975, il fratello maggiore di Fitzalan-Howard, Miles succedette come Duca di Norfolk, e Michael è diventato Lord Michael Fitzalan-Howard quando a lui e i suoi fratelli furono concessi il rango dei figli più giovani di un duca.
Successe a Louis Mountbatten come Gold Stick and Silver Stick (1979-1999) e fu Extra Equerry della regina, nel 1999.

## Matrimoni

### Primo Matrimonio
Sposò, il 4 marzo 1946, Jean Marion Hamilton-Dalrymple (14 dicembre 1923-28 luglio 1947), figlia di Hew Clifford Hamilton-Dalrymple. Ebbero una figlia:
- Jean Mary Fitzalan-Howard (28 luglio 1947), sposò Max Pike, ebbero due figlie.

### Secondo Matrimonio
Sposò, il 20 aprile 1950, Jane Margaret Newman (?-25 dicembre 1995), figlia di William Newman, ebbero cinque figli:
- Isabel Margaret Fitzalan-Howard (30 gennaio 1951), sposò Peter Bickmore, ebbero tre figli;
- Thomas Michael Fitzalan-Howard (11 febbraio 1952), sposò in prime nozze Penelope Jan Walters, ebbero due figli, e in seconde nozze Joanna Mary Don, ebbero un figlio;
- Richard Andrew Fitzalan-Howard (16 luglio 1953), sposò Josephine Nina Johnsen, ebbero tre figli;
- Henry Julian Nicholas Fitzalan-Howard (7 luglio 1954), sposò Claire Louise von Mallinckrodt, ebbero quattro figli;
- Alexander Rupert Fitzalan-Howard (29 febbraio 1964), sposò Joanna Elizabeth Venables-Vernon, ebbero quattro figli.

### Terzo Matrimonio
Sposò, il 2 luglio 1997, Victoria Winifred Russell, figlia di Reginald Russell. Non ebbero figli.

## Morte
Morì il 2 novembre 2007.

## Ascendenza
|                                                       |                                       |                                     | Genitori                         |  |  | Nonni |  |  | Bisnonni                                           |  |  | Trisnonni                          |  |
|                                                       |                                       |                                     |                                  |  |  |       |  |  | Edward Fitzalan-Howard, I barone Howard di Glossop |  |  | Henry Howard, XIII duca di Norfolk |  |
|                                                       |                                       |                                     |                                  |  |  |       |  |  | Edward Fitzalan-Howard, I barone Howard di Glossop |  |  | Henry Howard, XIII duca di Norfolk |  |
|                                                       |                                       | Charlotte Sophia Leveson-Gower      |                                  |  |  |       |  |  | Edward Fitzalan-Howard, I barone Howard di Glossop |  |  |                                    |  |
| Francis Fitzalan-Howard, II barone Howard di Glossop  |                                       |                                     |                                  |  |  |       |  |  | Edward Fitzalan-Howard, I barone Howard di Glossop |  |  |                                    |  |
|                                                       |                                       | Augusta Talbot                      | George Henry Talbot              |  |  |       |  |  |                                                    |  |  |                                    |  |
|                                                       |                                       | Augusta Talbot                      | George Henry Talbot              |  |  |       |  |  |                                                    |  |  |                                    |  |
|                                                       |                                       | Augusta Talbot                      | Augusta Jones                    |  |  |       |  |  |                                                    |  |  |                                    |  |
| Bernard Fitzalan-Howard, III barone Howard di Glossop |                                       | Augusta Talbot                      |                                  |  |  |       |  |  |                                                    |  |  |                                    |  |
|                                                       |                                       | John Greenwood                      | Frederick Greenwood              |  |  |       |  |  |                                                    |  |  |                                    |  |
|                                                       |                                       | John Greenwood                      | Frederick Greenwood              |  |  |       |  |  |                                                    |  |  |                                    |  |
|                                                       |                                       | John Greenwood                      | Sarah Staniforth                 |  |  |       |  |  |                                                    |  |  |                                    |  |
| Clara Louisa Greenwood                                |                                       | John Greenwood                      |                                  |  |  |       |  |  |                                                    |  |  |                                    |  |
|                                                       |                                       | Louisa Elizabeth Barnardiston       | Nathaniel Clarke Barnardiston    |  |  |       |  |  |                                                    |  |  |                                    |  |
|                                                       |                                       | Louisa Elizabeth Barnardiston       | Nathaniel Clarke Barnardiston    |  |  |       |  |  |                                                    |  |  |                                    |  |
|                                                       |                                       | Louisa Elizabeth Barnardiston       | Sophia Eyres                     |  |  |       |  |  |                                                    |  |  |                                    |  |
| Miles Stapleton-Fitzalan-Howard, XVII duca di Norfolk |                                       | Louisa Elizabeth Barnardiston       |                                  |  |  |       |  |  |                                                    |  |  |                                    |  |
|                                                       | Miles Stapleton, VIII barone Beaumont | Thomas Stapleton                    |                                  |  |  |       |  |  |                                                    |  |  |                                    |  |
|                                                       | Miles Stapleton, VIII barone Beaumont | Thomas Stapleton                    |                                  |  |  |       |  |  |                                                    |  |  |                                    |  |
|                                                       | Miles Stapleton, VIII barone Beaumont | Mary Juliana Gerard                 |                                  |  |  |       |  |  |                                                    |  |  |                                    |  |
| Miles Stapleton, X barone Beaumont                    | Miles Stapleton, VIII barone Beaumont |                                     |                                  |  |  |       |  |  |                                                    |  |  |                                    |  |
|                                                       |                                       | Isabella Ann Browne                 | John Browne, III barone Kilmaine |  |  |       |  |  |                                                    |  |  |                                    |  |
|                                                       |                                       | Isabella Ann Browne                 | John Browne, III barone Kilmaine |  |  |       |  |  |                                                    |  |  |                                    |  |
|                                                       |                                       | Isabella Ann Browne                 | Elizabeth Lyon                   |  |  |       |  |  |                                                    |  |  |                                    |  |
| Mona Stapleton, XI baronessa Beaumont                 |                                       | Isabella Ann Browne                 |                                  |  |  |       |  |  |                                                    |  |  |                                    |  |
|                                                       |                                       | Charles Henry Tempest, I baronetto  | Henry Tempest                    |  |  |       |  |  |                                                    |  |  |                                    |  |
|                                                       |                                       | Charles Henry Tempest, I baronetto  | Henry Tempest                    |  |  |       |  |  |                                                    |  |  |                                    |  |
|                                                       |                                       | Charles Henry Tempest, I baronetto  | Jemima de Trafford               |  |  |       |  |  |                                                    |  |  |                                    |  |
| Ethel Mary Tempest                                    |                                       | Charles Henry Tempest, I baronetto  |                                  |  |  |       |  |  |                                                    |  |  |                                    |  |
|                                                       |                                       | Cecilia Elizabeth Tichborne Hibbert | John Hubert Washington Hibbert   |  |  |       |  |  |                                                    |  |  |                                    |  |
|                                                       |                                       | Cecilia Elizabeth Tichborne Hibbert | John Hubert Washington Hibbert   |  |  |       |  |  |                                                    |  |  |                                    |  |
|                                                       |                                       | Cecilia Elizabeth Tichborne Hibbert | Julia Tichborne                  |  |  |       |  |  |                                                    |  |  |                                    |  |
|                                                       |                                       | Cecilia Elizabeth Tichborne Hibbert |                                  |  |  |       |  |  |                                                    |  |  |                                    |  |